# Monguilhem
Monguilhem – miejscowość i gmina we Francji, w regionie Oksytania, w departamencie Gers.
Według danych na rok 1990 gminę zamieszkiwało 256 osób, a gęstość zaludnienia wynosiła 45 osób/km² (wśród 3020 gmin regionu Midi-Pyrénées Monguilhem plasuje się na 808. miejscu pod względem liczby ludności, natomiast pod względem powierzchni na miejscu 1434.).